# Villebon (Eure-et-Loir)
Pour les articles homonymes, voir Villebon.
Villebon (prononcé [vilbɔ̃] ) est une commune française située à cent quinze kilomètres au sud-ouest de Paris, dans le département d’Eure-et-Loir en région Centre-Val de Loire.
Le village est encore aujourd'hui contenu à l'intérieur de l'enceinte d'origine composée de fossés. L’accès se fait par trois entrées marquées par les montants de portes qui en contrôlaient les allées et venues dès le Moyen Âge. Le village accueillait quatre-vingts habitants en 2006 victime de la désertification des plaines de Beauce. Le territoire de la commune correspond à peu près à la superficie du domaine du château.

## Géographie

### Situation
Le village de Villebon est situé aux confins de la Beauce et du Perche, au bord du Loir, dans l’ancien comté du Perche, dans la région Centre-Val de Loire, le département d’Eure-et-Loir, l’arrondissement de Chartres et le canton d'Illiers-Combray. Il occupe un terrain de deux cent seize hectares, principalement sur le domaine du château. Trois étangs alimentés par le Rau, un affluent du Loir, sont disposés dans le parc du château : étang de Diane, étang de la Chapelle et étang Neuf.
Villebon est distant de 8 km de Courville-sur-Eure, 23 km de Chartres, 28 km de Nogent-le-Rotrou, 73 km d’Orléans et 115 km de Paris-Notre-Dame, point zéro des routes de France.

Situation géographique
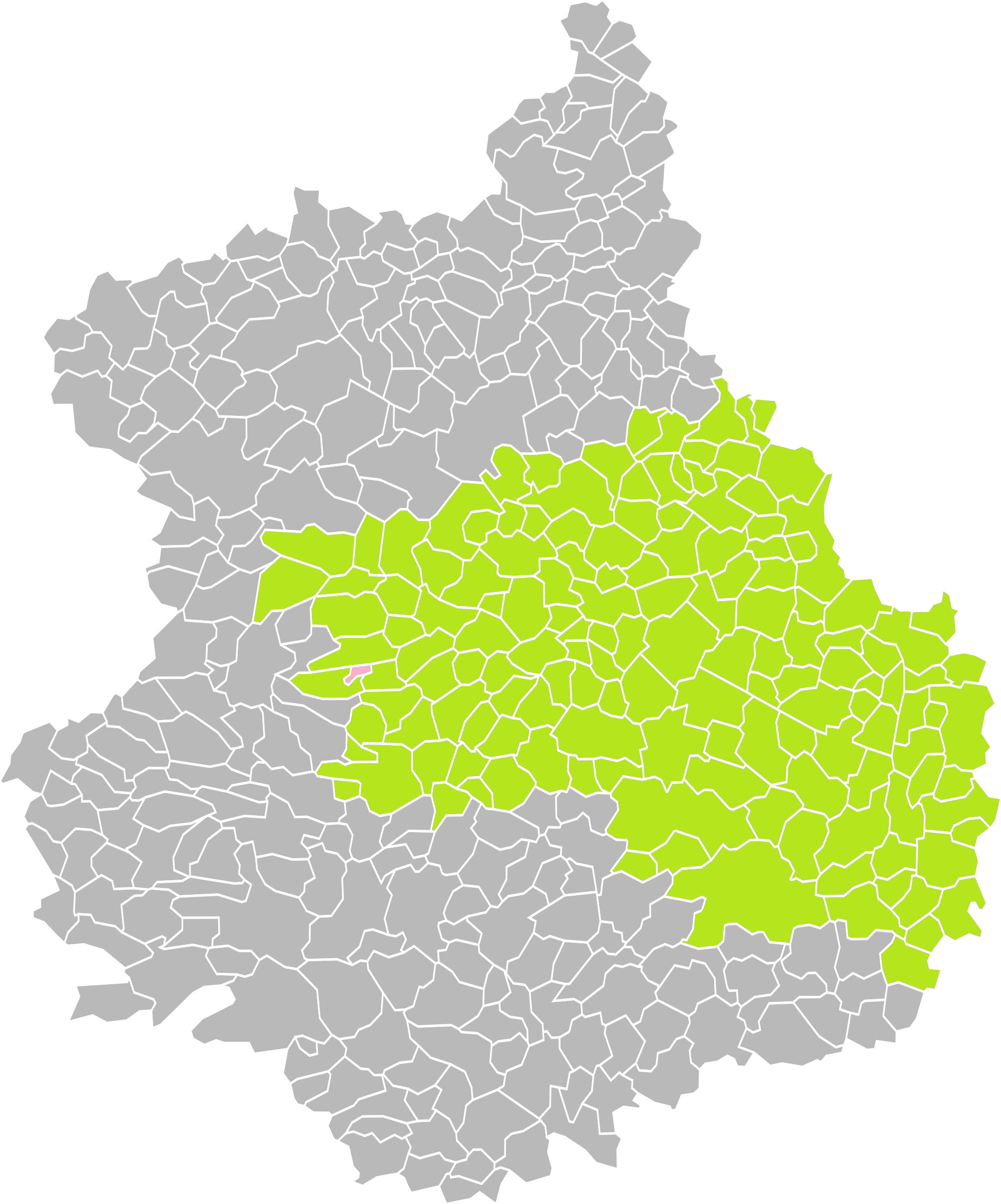
Villebon dans son arrondissement.
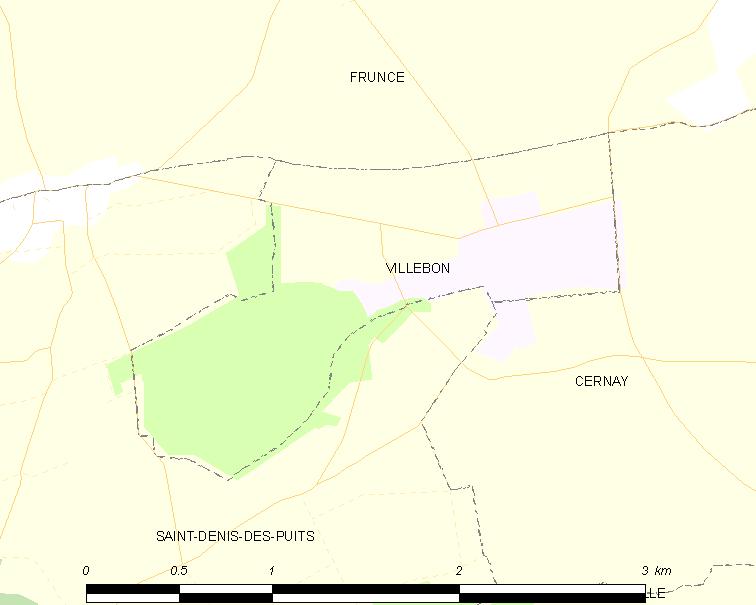
Carte de la commune de Villebon.

### Communes limitrophes
|                       | Fruncé   |        |
|                       | Villebon |        |
| Saint-Denis-des-Puits |          | Cernay |

### Hydrographie et relief
Le nord du territoire municipal est traversé par le Loir qui est rejoint au nord du bourg par le ruisseau le Rau qui alimente le lavoir communal, les douves du château et les étangs Neuf et de la Chapelle dans le parc du château. Un autre petit ruisseau alimente, quant à lui, l’étang de Diane dans la partie est des jardins.
La commune de Villebon est implantée sur un terrain au relief peu accidenté suivant une pente douce d’ouest en est. L’altitude maximale de deux cent douze mètres est atteinte au sud-ouest, le bourg est à une altitude de cent quatre-vingt-seize mètres et l’altitude minimale de cent quatre-vingt-deux mètres se trouve au nord-est.

### Climat
Pour des articles plus généraux, voir Climat du Centre-Val de Loire et Climat du Val-d'Oise.
En 2010, le climat de la commune est de type climat océanique dégradé des plaines du Centre et du Nord, selon une étude du CNRS s'appuyant sur une série de données couvrant la période 1971-2000. En 2020, Météo-France publie une typologie des climats de la France métropolitaine dans laquelle la commune est exposée à un climat océanique altéré et est dans la région climatique  Sud-ouest du bassin Parisien, caractérisée par une faible pluviométrie, notamment au printemps (120 à 150 mm) et un hiver froid (3,5 °C).
Pour la période 1971-2000, la température annuelle moyenne est de 10,5 °C, avec une amplitude thermique annuelle de 14,5 °C. Le cumul annuel moyen de précipitations est de 669 mm, avec 11 jours de précipitations en janvier et 7,8 jours en juillet. Pour la période 1991-2020, la température moyenne annuelle observée sur la station météorologique de Météo-France la plus proche, « Deauville », sur la commune de Deauville à 5 382 km à vol d'oiseau, est de 0,0 °C et le cumul annuel moyen de précipitations est de 0,0 mm,. Pour l'avenir, les paramètres climatiques de la commune estimés pour 2050 selon différents scénarios d'émission de gaz à effet de serre sont consultables sur un site dédié publié par Météo-France en novembre 2022.

### Transports
Le village de Villebon se trouve au carrefour des routes départementales 143 (de Saint-Georges-sur-Eure à Champrond-en-Gâtine) et 345 qui y finit et mène à l’ancienne route nationale 23 (Chartres-Nantes). À la frontière est passe la route départementale 108 qui relie Ermenonville-la-Petite au sud à Landelles au nord. Au sud-ouest passe la route départementale 121.
Elle est située à dix-huit kilomètres de l’autoroute A11 (l’Océane), et à vingt-deux kilomètres de la gare de Chartres desservie par le réseau TER Centre-Val de Loire et LER.
À six kilomètres, la ville de Courville-sur-Eure est desservie par la ligne 19 du réseau d’autobus inter-urbain départemental Transbeauce.

## Urbanisme

### Typologie
Au 1er janvier 2024, Villebon est catégorisée commune rurale à habitat dispersé, selon la nouvelle grille communale de densité à 7 niveaux définie par l'Insee en 2022.
Elle est située hors unité urbaine. Par ailleurs la commune fait partie de l'aire d'attraction de Chartres, dont elle est une commune de la couronne,. Cette aire, qui regroupe 117 communes, est catégorisée dans les aires de 50 000 à moins de 200 000 habitants,.

### Occupation des sols
L'occupation des sols de la commune, telle qu'elle ressort de la base de données européenne d’occupation biophysique des sols Corine Land Cover (CLC), est marquée par l'importance des territoires agricoles (40,2 % en 2018), une proportion identique à celle de 1990 (40,2 %). La répartition détaillée en 2018 est la suivante : 
terres arables (40,2 %), forêts (37,6 %), espaces verts artificialisés, non agricoles (22,2 %). L'évolution de l’occupation des sols de la commune et de ses infrastructures peut être observée sur les différentes représentations cartographiques du territoire : la carte de Cassini (XVIIIe siècle), la carte d'état-major (1820-1866) et les cartes ou photos aériennes de l'IGN pour la période actuelle (1950 à aujourd'hui).

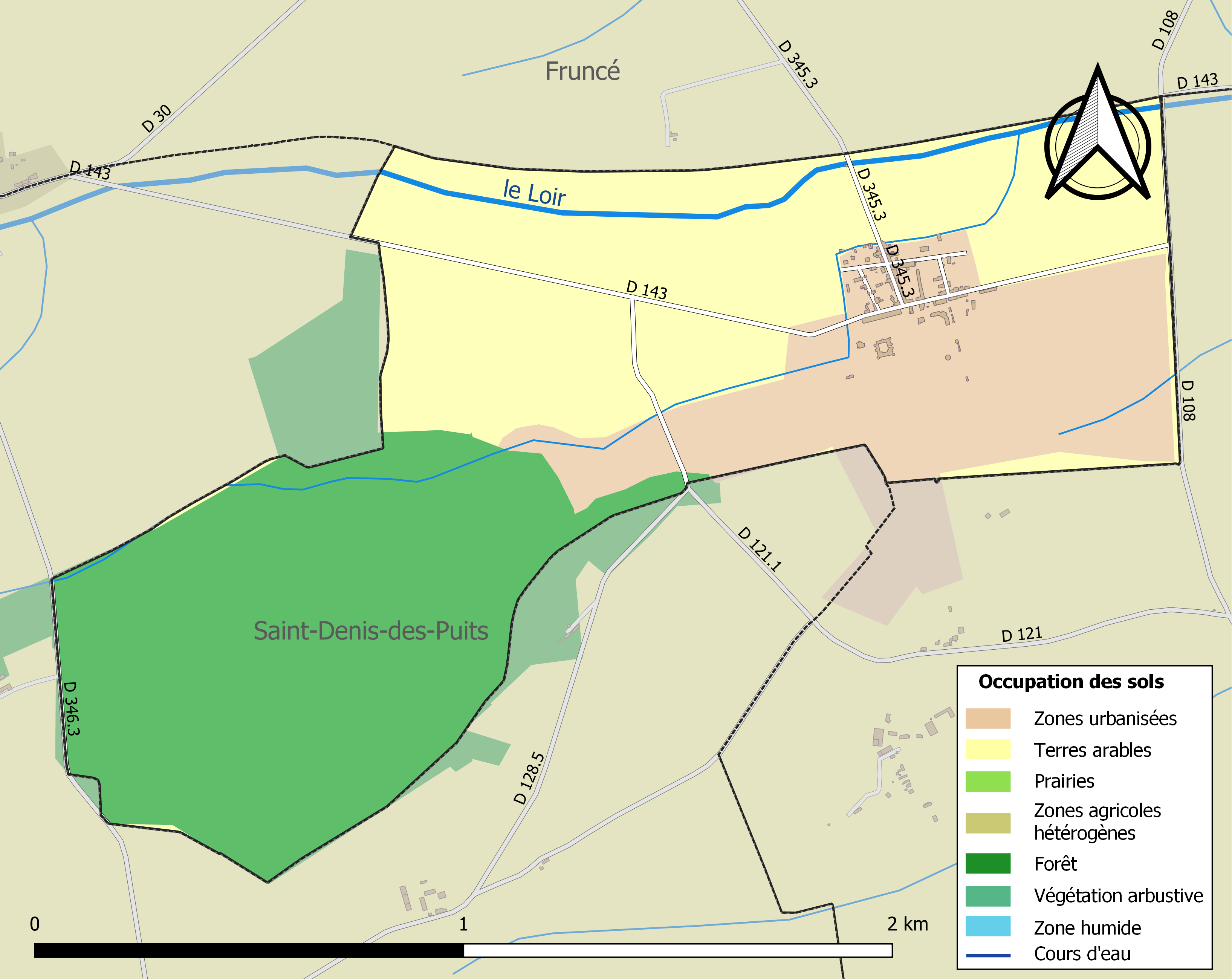
Carte des infrastructures et de l'occupation des sols de la commune en 2018 (CLC).

### Risques majeurs
Le territoire de la commune de Villebon est vulnérable à différents aléas naturels : météorologiques (tempête, orage, neige, grand froid, canicule ou sécheresse), inondations et séisme (sismicité très faible). Il est également exposé à un risque technologique, le transport de matières dangereuses Un site publié par le BRGM permet d'évaluer simplement et rapidement les risques d'un bien localisé soit par son adresse soit par le numéro de sa parcelle.

#### Risques naturels
Certaines parties du territoire communal sont susceptibles d’être affectées par le risque d’inondation par débordement de cours d'eau, notamment le Loir. La commune a été reconnue en état de catastrophe naturelle au titre des dommages causés par les inondations et coulées de boue survenues en 1999 et 2003,.

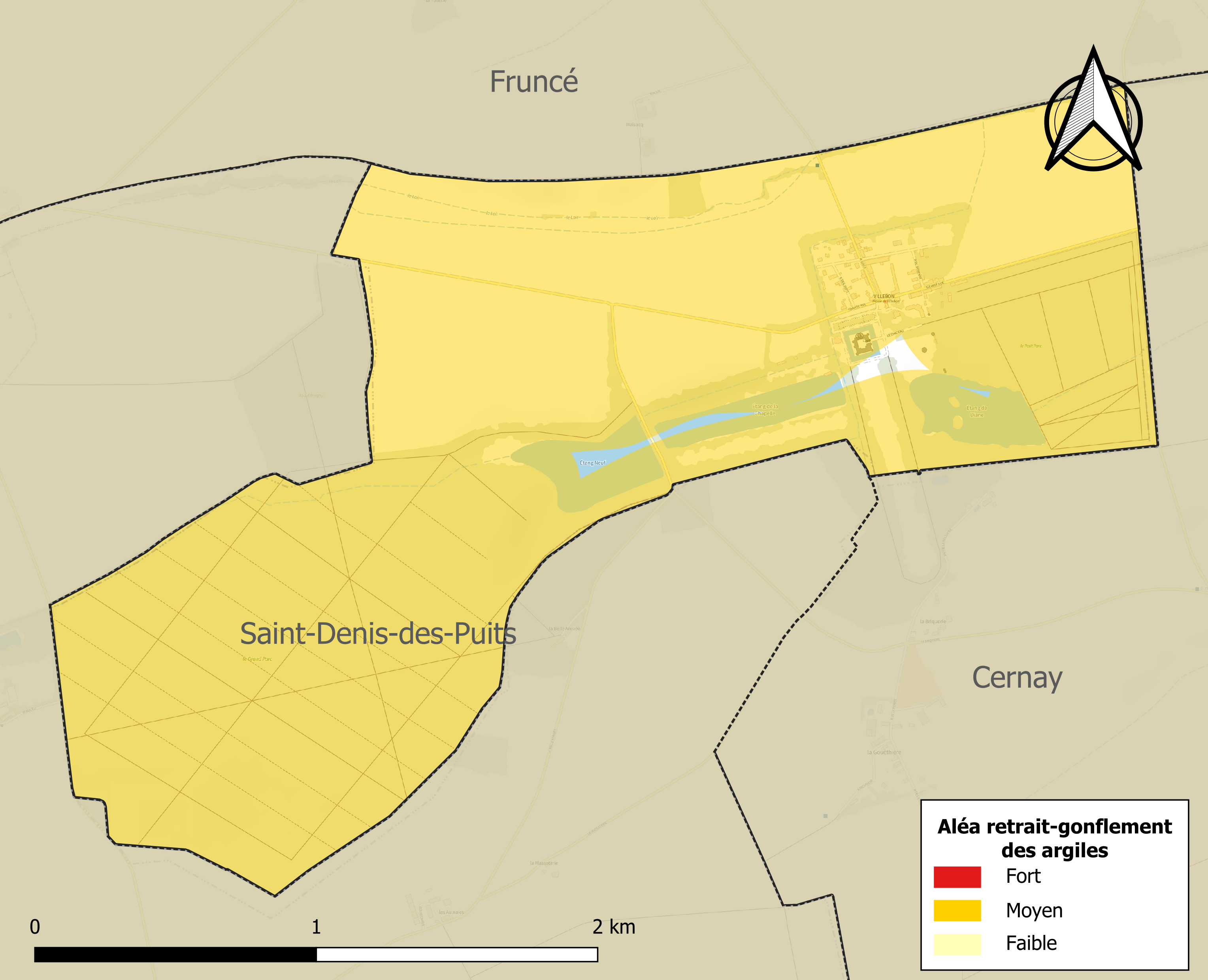
Carte des zones d'aléa retrait-gonflement des sols argileux de Villebon.

Le retrait-gonflement des sols argileux est susceptible d'engendrer des dommages importants aux bâtiments en cas d’alternance de périodes de sécheresse et de pluie. 99,1 % de la superficie communale est en aléa moyen ou fort (52,8 % au niveau départemental et 48,5 % au niveau national). Sur les 31 bâtiments dénombrés sur la commune en 2019, 31 sont en aléa moyen ou fort, soit 100 %, à comparer aux 70 % au niveau départemental et 54 % au niveau national. Une cartographie de l'exposition du territoire national au retrait gonflement des sols argileux est disponible sur le site du BRGM,.
Concernant les mouvements de terrains, la commune a été reconnue en état de catastrophe naturelle au titre des dommages causés par des mouvements de terrain en 1999.

#### Risques technologiques
Le risque de transport de matières dangereuses sur la commune est lié à sa traversée par des infrastructures routières ou ferroviaires importantes ou la présence d'une canalisation de transport d'hydrocarbures. Un accident se produisant sur de telles infrastructures est en effet susceptible d’avoir des effets graves au bâti ou aux personnes jusqu’à 350 m, selon la nature du matériau transporté. Des dispositions d’urbanisme peuvent être préconisées en conséquence. Risque majeur d'effondrement en franchissant les portes d'entrée du village qui sont dans un état de délabrement très avancé.

## Toponymie
Le nom de la localité est attesté sous les formes Villa Bona vers 1150,, Vilebon en 1250,, la garnison de Villebon en 1421, Villebon, paroisse de Sainct Denys des Puits en novembre 1483, Villebon en octobre 1500, Vilbon au XVIe siècle, Villebéon en 1589, Villebon en Gastine en 1612, Villebon en 1740, Vilbon au XVIIIe siècle.
Il s'agit d'une formation toponymique médiévale en Ville- au sens ancien de « village ». Il est suivi, selon le cas général, d'un anthroponyme. Le nom de personne Abon semble convenir d'une part phonétiquement et d'autre part parce qu'il est bien attesté à l'époque médiévale cf. Abbon ou Abon de Fleury. Il remonte à l'anthroponyme germanique Abbo au cas régime que l'on rencontre par exemple dans les Aboncourt.
Remarques : la forme Villa Bona est une latinisation fantaisiste d'après « ville bonne » et qui aurait également abouti à *Villebonne dans ce cas. La région connaît aussi de nombreuses formations caractéristiques de la formule inverse en -ville qui sont sauf exception un peu antérieures.

## Histoire

### Moyen Âge

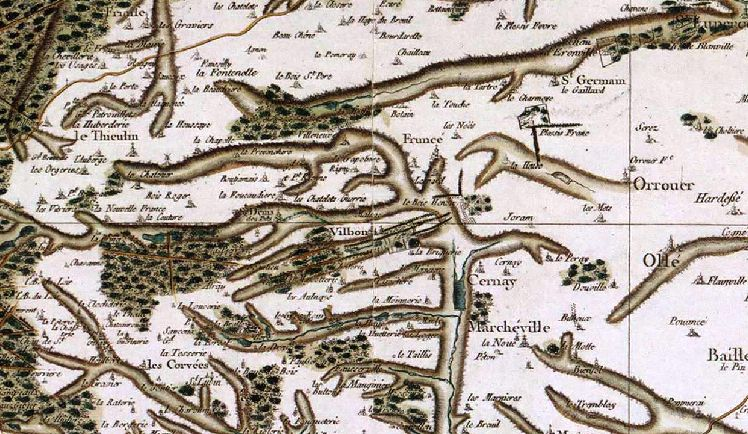
Carte de "Vilbon" d’après Cassini.

Avant 1350, Villebon s’appelait Fellardville. En 1391, Jeannet d’Estouteville fit construire une forteresse en briques, assiégée à sept reprises durant la guerre de Cent Ans.

### Époque moderne
Au XVIe siècle, Jehan d'Estouteville, capitaine de François Ier, de retour des guerres d'Italie et en ramenant le goût de la Renaissance, fait ouvrir les fenêtres à meneaux du château, aménager la cour intérieure et ériger la chapelle. En 1607, le domaine est acquis par Maximilien de Béthune, duc de Sully qui réaménage le parc à la française.

### Époque contemporaine
Au XIXe siècle furent construites l’orangerie et les écuries, percé le grand portail actuel. Du 5 septembre 1939 au 3 décembre 1940, le château hébergea les collections de la bibliothèque de Chartres.

## Politique et administration

### Liste des maires
| Période                                  | Période  | Identité          | Étiquette | Qualité |
| ---------------------------------------- | -------- | ----------------- | --------- | ------- |
| 2001                                     | En cours | Patrick Pétrement | SE        | Artisan |
| Les données manquantes sont à compléter. |          |                   |           |         |

### Politique locale
Villebon est rattachée à la troisième circonscription d'Eure-et-Loir représentée par le député Harold Huwart (LIOT). Elle est rattachée au canton d'Illiers-Combray. Sept élus siègent au conseil municipal.
La commune est rattachée au tribunal judiciaire et au tribunal de commerce de Chartres. L’Insee lui attribue le code 28 4 17 414.
La commune fait partie de la communauté de communes du Pays Courvillois pour l’aménagement territorial et le développement économique. Le Centre de Secours de Chartres, le centre d’intervention des pompiers et la caserne de gendarmerie de Courville-sur-Eure assurent la sécurité de Villebon.

### Jumelages
Villebon a développé des associations de jumelage avec Frauenwald en Allemagne (en allemand : Frauenwald) depuis 1990, située à 739 km.
| Ville | Ville      | Pays | Pays      | Période     |
| ----- | ---------- | ---- | --------- | ----------- |
|       | Frauenwald |      | Allemagne | depuis 1990 |

### Tendances politiques et résultats
Élections présidentielles, résultats des deuxièmes tours
- Élection présidentielle de 2002 : 85,19 % pour Jacques Chirac (RPR), 14,81 % pour Jean-Marie Le Pen (FN), 91,94 % de participation[34].
- Élection présidentielle de 2007 : 55,93 % pour Nicolas Sarkozy (UMP), 44,07 % pour Ségolène Royal (PS), 93,75 % de participation[35].
- Élection présidentielle de 2012 : 56,86 % pour François Hollande (PS), 43,14 % pour Nicolas Sarkozy (UMP), 85,29 % de participation[36].
- Élection présidentielle de 2017 : 45,61 % pour Marine Le Pen (RN), 42,22 % pour Emmanuel Macron (LREM), 87,72 % de participation[37].
- Élection présidentielle de 2022 : 73,81 % pour Marine Le Pen (RN), 26,19 % pour Emmanuel Macron (LREM), 82,14 % de participation[38].

Élections législatives, résultats des deuxièmes tours
- Élections législatives de 2002 : 60,78 % pour Patrick Hoguet (UMP), 39,22 % pour François Huwart (PRG), 85,48 % de participation[39].
- Élections législatives de 2007 : 51,92 % pour François Huwart (PRG), 48,08 % pour Laure de La Raudière (UMP), 81,25 % de participation[40].
- Élections législatives de 2012 : 54,90 % pour Laure de La Raudière (UMP), 45,10 % pour Harold Huwart (PRG), 76,47 % de participation[41].

Élections européennes, résultats des deux meilleurs scores
- Élections européennes de 2004 : 28,89 % pour Catherine Guy-Quint (PS), égalité à 22,22 % pour Brice Hortefeux (UMP) et Jean Verdon (FN), 68,18 % de participation[42].
- Élections européennes de 2009 : 26,32 % pour Jean-Pierre Audy (UMP), 21,05 % pour Jean-Paul Besset (Europe Écologie), 65,67 % de participation[43].

Élections régionales, résultats des deux meilleurs scores
- Élections régionales de 2004 : 53,06 % pour Serge Vinçon (UMP), 38,78 % pour Michel Sapin (PS), 74,24 % de participation[44].
- Élections régionales de 2010 : 43,18 % pour François Bonneau (PS), 31,82 % pour Hervé Novelli (UMP), 73,13 % de participation[45].

Élections cantonales, résultats des deuxièmes tours
- Élections cantonales de 2001 : données manquantes.
- Élections cantonales de 2008 : 59,09 % pour Jacky Jaulneau (PS), 34,09 % pour Gilles-Alain Soathan, 70,97 % de participation[46].

Élections municipales, résultats des deuxièmes tours
- Élections municipales de 2001 : données manquantes.
- Élections municipales de 2008 : 95,45 % pour Patrick Pétrément (SE) liste unique, 70,97 % de participation.

Élections référendaires
- Référendum de 2000 relatif au quinquennat présidentiel : 57,78 % pour le Oui, 42,22 % pour le Non, 74,29 % de participation[47].
- Référendum de 2005 relatif au traité établissant une Constitution pour l’Europe : 63,79 % pour le Non, 36,21 % pour le Oui, 88,06 % de participation[48].

## Population et société

### Démographie

#### Évolution démographique
L'évolution du nombre d'habitants est connue à travers les recensements de la population effectués dans la commune depuis 1793. Pour les communes de moins de 10 000 habitants, une enquête de recensement portant sur toute la population est réalisée tous les cinq ans, les populations de référence des années intermédiaires étant quant à elles estimées par interpolation ou extrapolation. Pour la commune, le premier recensement exhaustif entrant dans le cadre du nouveau dispositif a été réalisé en 2005.

En 2022, la commune comptait 56 habitants, en évolution de −25,33 % par rapport à 2016 (Eure-et-Loir : −0,23 %, France hors Mayotte : +2,11 %).
| 1793 | 1800 | 1806 | 1821 | 1831 | 1836 | 1841 | 1846 | 1851 |
| ---- | ---- | ---- | ---- | ---- | ---- | ---- | ---- | ---- |
| 152  | 129  | 147  | 183  | 157  | 168  | 167  | 141  | 150  |

| 1856 | 1861 | 1866 | 1872 | 1876 | 1881 | 1886 | 1891 | 1896 |
| ---- | ---- | ---- | ---- | ---- | ---- | ---- | ---- | ---- |
| 146  | 144  | 133  | 126  | 145  | 124  | 121  | 137  | 107  |

| 1901 | 1906 | 1911 | 1921 | 1926 | 1931 | 1936 | 1946 | 1954 |
| ---- | ---- | ---- | ---- | ---- | ---- | ---- | ---- | ---- |
| 117  | 80   | 94   | 68   | 85   | 68   | 76   | 57   | 56   |

| 1962 | 1968 | 1975 | 1982 | 1990 | 1999 | 2005 | 2006 | 2010 |
| ---- | ---- | ---- | ---- | ---- | ---- | ---- | ---- | ---- |
| 52   | 47   | 65   | 45   | 45   | 72   | 80   | 80   | 72   |

| 2015 | 2020 | 2022 | - | - | - | - | - | - |
| ---- | ---- | ---- | - | - | - | - | - | - |
| 74   | 59   | 56   | - | - | - | - | - | - |

#### Pyramide des âges
La population de la commune est relativement jeune.
En 2018, le taux de personnes d'un âge inférieur à 30 ans s'élève à 30,5 %, soit en dessous de la moyenne départementale (34,7 %). À l'inverse, le taux de personnes d'âge supérieur à 60 ans est de 13,6 % la même année, alors qu'il est de 26,5 % au niveau départemental.
En 2018, la commune comptait 34 hommes pour 36 femmes, soit un taux de 51,43 % de femmes, légèrement supérieur au taux départemental (51,12 %).
Les pyramides des âges de la commune et du département s'établissent comme suit.
| Hommes | Classe d’âge | Femmes |
| ------ | ------------ | ------ |
| 0,0    | 90 ou +      | 0,0    |
| 3,4    | 75-89 ans    | 0,0    |
| 10,3   | 60-74 ans    | 13,3   |
| 37,9   | 45-59 ans    | 40,0   |
| 17,2   | 30-44 ans    | 16,7   |
| 17,2   | 15-29 ans    | 10,0   |
| 13,8   | 0-14 ans     | 20,0   |

| Hommes | Classe d’âge | Femmes |
| ------ | ------------ | ------ |
| 0,8    | 90 ou +      | 1,9    |
| 7,1    | 75-89 ans    | 9,5    |
| 17,3   | 60-74 ans    | 18     |
| 20,6   | 45-59 ans    | 20     |
| 18,2   | 30-44 ans    | 18,2   |
| 16,2   | 15-29 ans    | 14,4   |
| 19,8   | 0-14 ans     | 18,1   |

### Enseignement
Villebon est rattachée à l’académie d'Orléans-Tours. Les élèves de la commune sont orientés vers l’école primaire du Chemin-Vert à Courville-sur-Eure puis vers le collège Louis-Pergaud de cette même commune puis vers le lycée Rémy-Belleau de Nogent-le-Rotrou.

### Santé
La commune ne dispose pas de structures de santé. Le centre hospitalier Louis-Pasteur et le SMUR de Chartres assurent les soins spécialisés et les urgences.

### Services publics
En complément des services offerts par la mairie, aucune représentation de service public n’est présente à Villebon. La sécurité des lieux est assurée par la brigade de gendarmerie nationale de Courville-sur-Eure. L’organisation juridictionnelle rattache les justiciables de la commune aux tribunaux d’instance, de grande instance, de commerce et au conseil de prud’hommes de Chartres et à la cour d'appel de Versailles.

### Lieux de culte

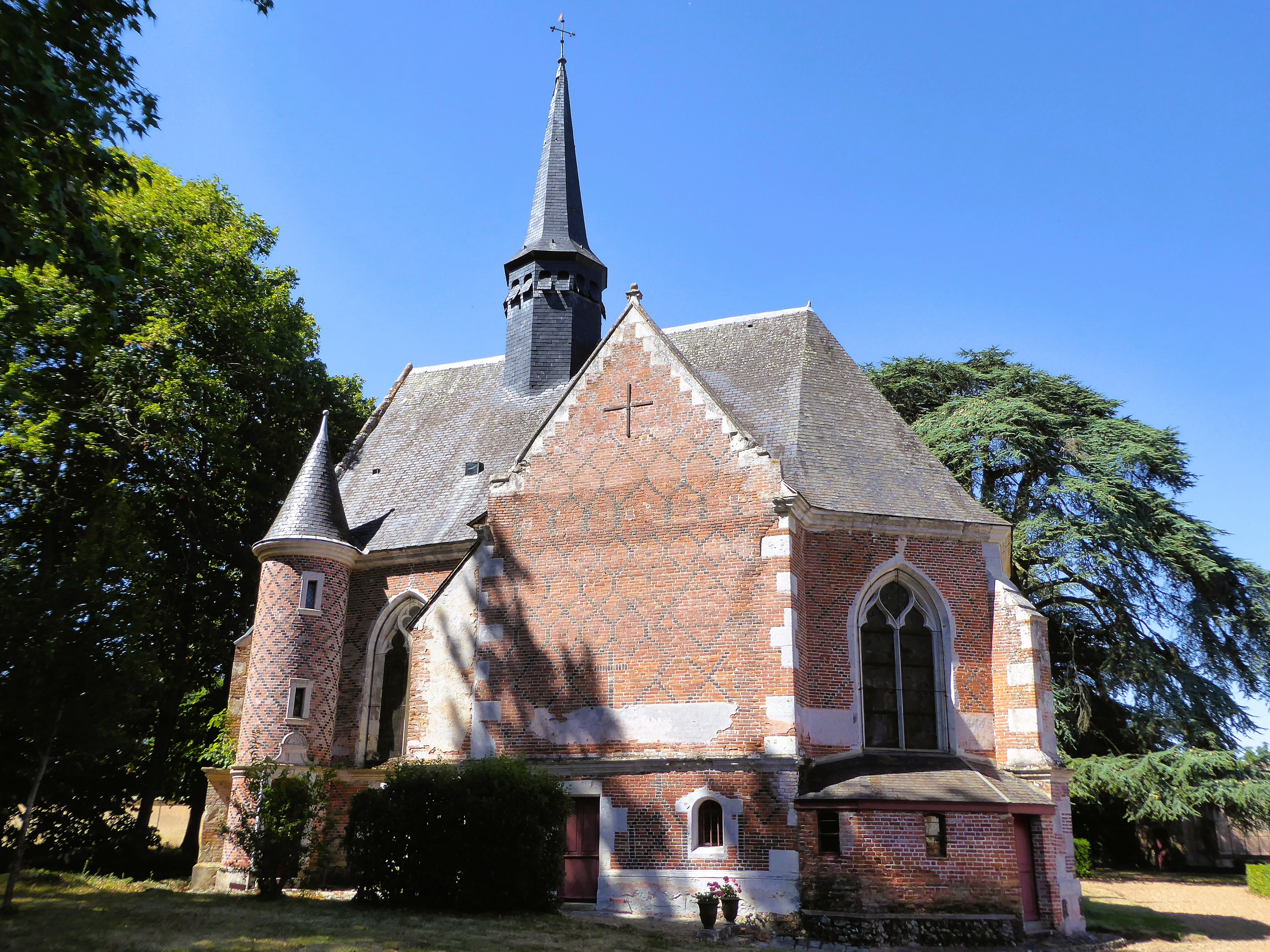
Chapelle Sainte-Anne dans le parc du château de Villebon.

Villebon dépend de la paroisse catholique La Bonne-Nouvelle en Val de l'Eure de Courville-sur-Eure, dans le doyenné des Forêts du diocèse de Chartres. La chapelle Sainte-Anne du château sert de lieu de culte pour le village.

### Manifestations culturelles et festivités
Le château de Villebon, datant des XVe et XVIIe siècles, fait l'objet d'un classement au titre de monument historique pour certaines parties et d'une inscription pour d'autres. Propriété privée, il est habité, mais ouvert aux visites.

### Sports
Aucun équipement sportif n’est installé dans la commune.

## Économie

### Emplois, revenus et niveau de vie
La commune est rattachée par l’Insee à la zone d’emploi de Nogent-le-Rotrou qui comporte cinquante-quatre communes et comptait en 2006 37 523 habitants. Villebon est un village qui occupe les anciens communs du château, il ne possède pas de commerces ou d’entreprise, seul un artisan maçon est installé dans la commune. En 2005, le taux de chômage s’établissait à 2,3 % pour une population active évaluée à trente-six personnes, en 2004, le revenu moyen par ménage à 18 300 €. 53 % des habitants sont propriétaires de leur logement, des maisons individuelles dans 84 % des cas.
| Répartition des emplois par catégorie socioprofessionnelle en 2006. |              |                                           |                                                   |                            |                          |                           |
|                                                                     | Agriculteurs | Artisans, commerçants, chefs d’entreprise | Cadres et professions intellectuelles supérieures | Professions intermédiaires | Employés                 | Ouvriers                  |
| Villebon                                                            | -            | -                                         | -                                                 | -                          | -                        | -                         |
| Zone d’emploi de Nogent-le-Rotrou                                   | 4,6 %        | 7,0 %                                     | 8,4 %                                             | 18,6 %                     | 27,8 %                   | 33,6 %                    |
| Moyenne nationale                                                   | 2,2 %        | 6,0 %                                     | 15,4 %                                            | 24,6 %                     | 28,7 %                   | 23,2 %                    |
| Répartition des emplois par secteur d'activité en 2006.             |              |                                           |                                                   |                            |                          |                           |
|                                                                     | Agriculture  | Industrie                                 | Construction                                      | Commerce                   | Services aux entreprises | Services aux particuliers |
| Villebon                                                            | -            | -                                         | -                                                 | -                          | -                        | -                         |
| Zone d’emploi de Nogent-le-Rotrou                                   | 6,9 %        | 27,8 %                                    | 5,7 %                                             | 11,0 %                     | 7,9 %                    | 4,8 %                     |
| Moyenne nationale                                                   | 3,5 %        | 15,2 %                                    | 6,4 %                                             | 13,3 %                     | 13,3 %                   | 7,6 %                     |
| Sources : Insee,                                                    |              |                                           |                                                   |                            |                          |                           |

## Culture et patrimoine

### Lieux et monuments

#### Le château

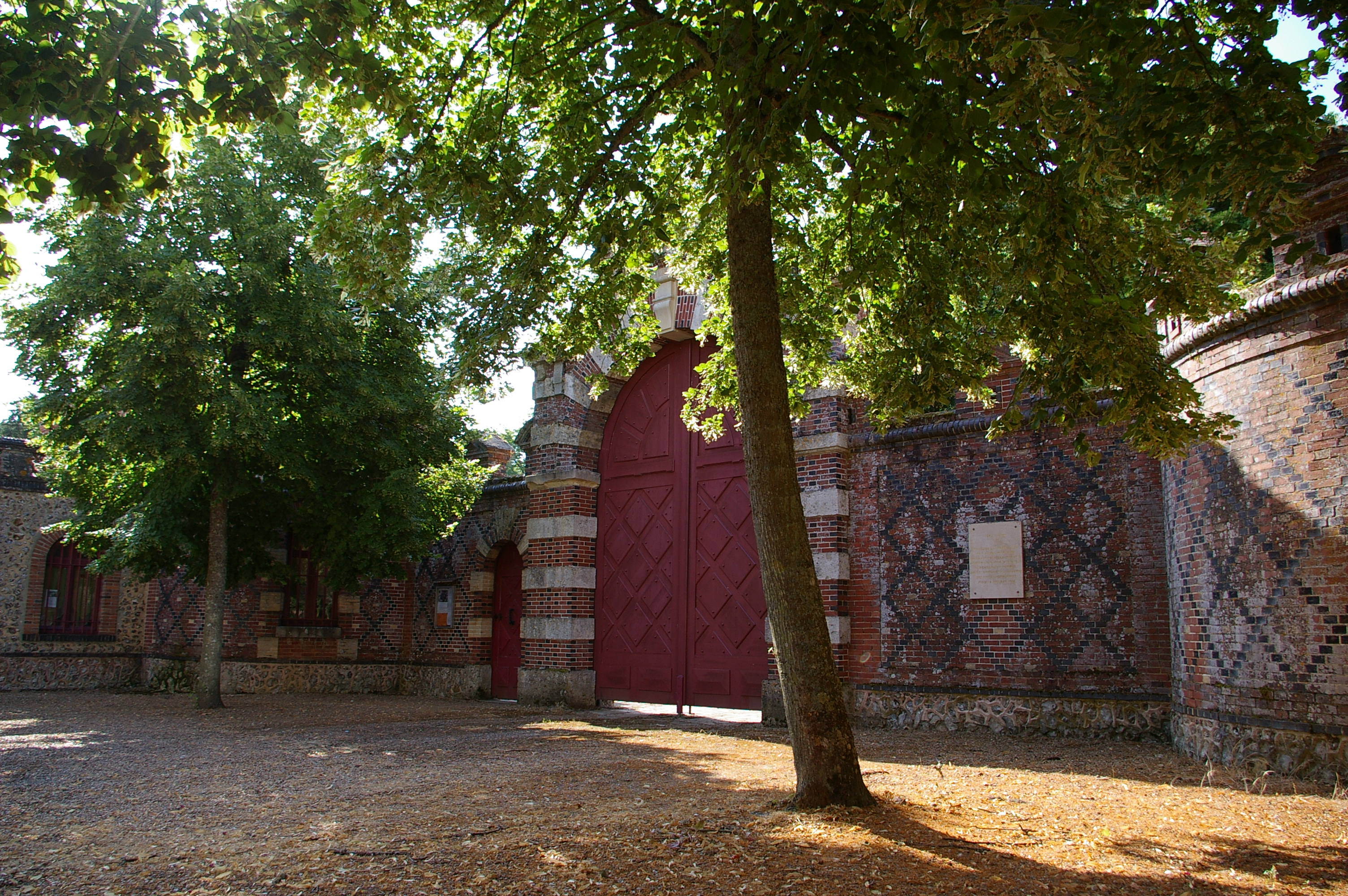
L'entrée du château.

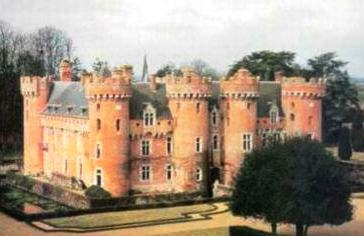
Reproduction du château de Villebon, musée des arts et traditions populaires de Paris.

##### Patrimoine architectural
Le château, forteresse du XIVe siècle entourée de douves et agrémentée d’une cour intérieure de style Renaissance, est toujours habité aujourd’hui. Il a appartenu à Maximilien de Béthune, duc de Sully, mort au château en 1641.
Le château fait l'objet d'une protection partielle au titre des monuments historiques :
- L'édifice est classé monument historique une première fois sur la liste de 1862. Ce classement est annulé en 1888 ;
- Un second classement partiel a lieu en 1927 et s'applique aux façades intérieures et extérieures, aux toitures, aux escaliers, à la galerie ornée de peintures murales, à l'oratoire de la Tour de Rosny, à la chapelle Sainte-Anne et au puits.
- En 1981, la protection est étendue par l'inscription du colombier du château.

Une reproduction a servi aux publicités pour le chocolat Guérin-Boutron au XIXe siècle. Elle est exposée au musée national des arts et traditions populaires de Paris.

##### Patrimoine environnemental
Le parc est agrémenté de trois étangs et accueille des daims depuis le XVIIIe siècle. L’autre partie du territoire de la commune est occupée par des cultures et des bois.

#### Monument aux morts
Ce monument est l’œuvre de deux sculpteurs, frères jumeaux, Jean et Joël Martel.

### Personnalités liées à la commune

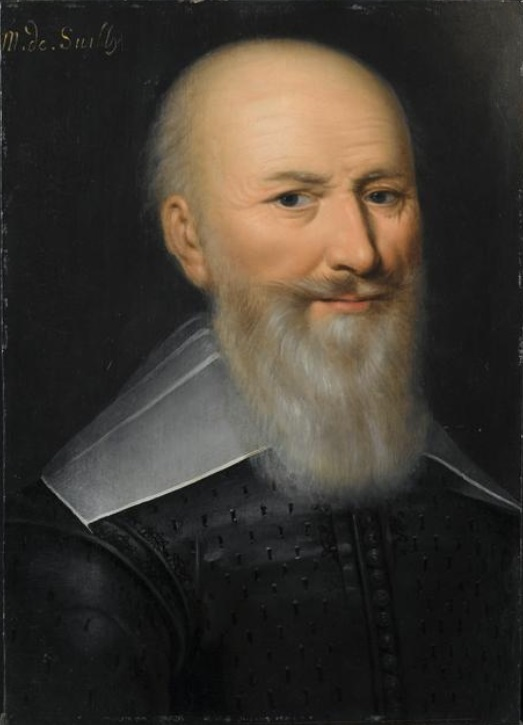
Maximilien de Béthune.

Différents personnages publics sont nés, décédés ou ont vécu à Villebon :
- Jean IV de Beauvau (1421-1503), aristocrate, en fut le seigneur ;
- Maximilien de Béthune (1559-1641), duc de Sully, seigneur de Villebon, mourut au château de Villebon ;
- Thibaud de Sancerre (?-?), seigneur de Villebon.[réf. nécessaire]